# Diocèse d'Osma-Soria
Le diocèse d'Osma-Soria est un diocèse de l'Église catholique en Espagne, suffragant de l'archidiocèse de Burgos. Il a pour sièges la cathédrales d'El Burgo de Osma et la cocathédrale de Soria.

## Histoire
L'évêché d'Osma a été créé en 590, puis supprimé lors de la conquête islamique en 920. En 1077, la région fut rattachée à l'évêché de Nájera.
Conséquence de la reconquête chrétienne, l'évêché d'Osma-Soria fut érigé en 1088 en tant qu'évêché d'Osma, mais le premier évêque fut nommé qu'en 1101, Pierre de Bourges (saint Pierre d'Osma), qui commença à construire la cathédrale romane primitive avant celle gothique du XIIIe siècle.
À la même époque (1100), le diocèse fut placé sous la tutelle de l'archevêché de Tolède en tant qu'évêché suffragant. Le 19 juin 1861, l'évêché d'Osma fut placé sous la tutelle de l'archevêché de Burgos en tant qu'évêché suffragant. L'évêché d'Osma a été rebaptisé évêché d'Osma-Soria le 9 mars 1959.

## Territoire et organisation

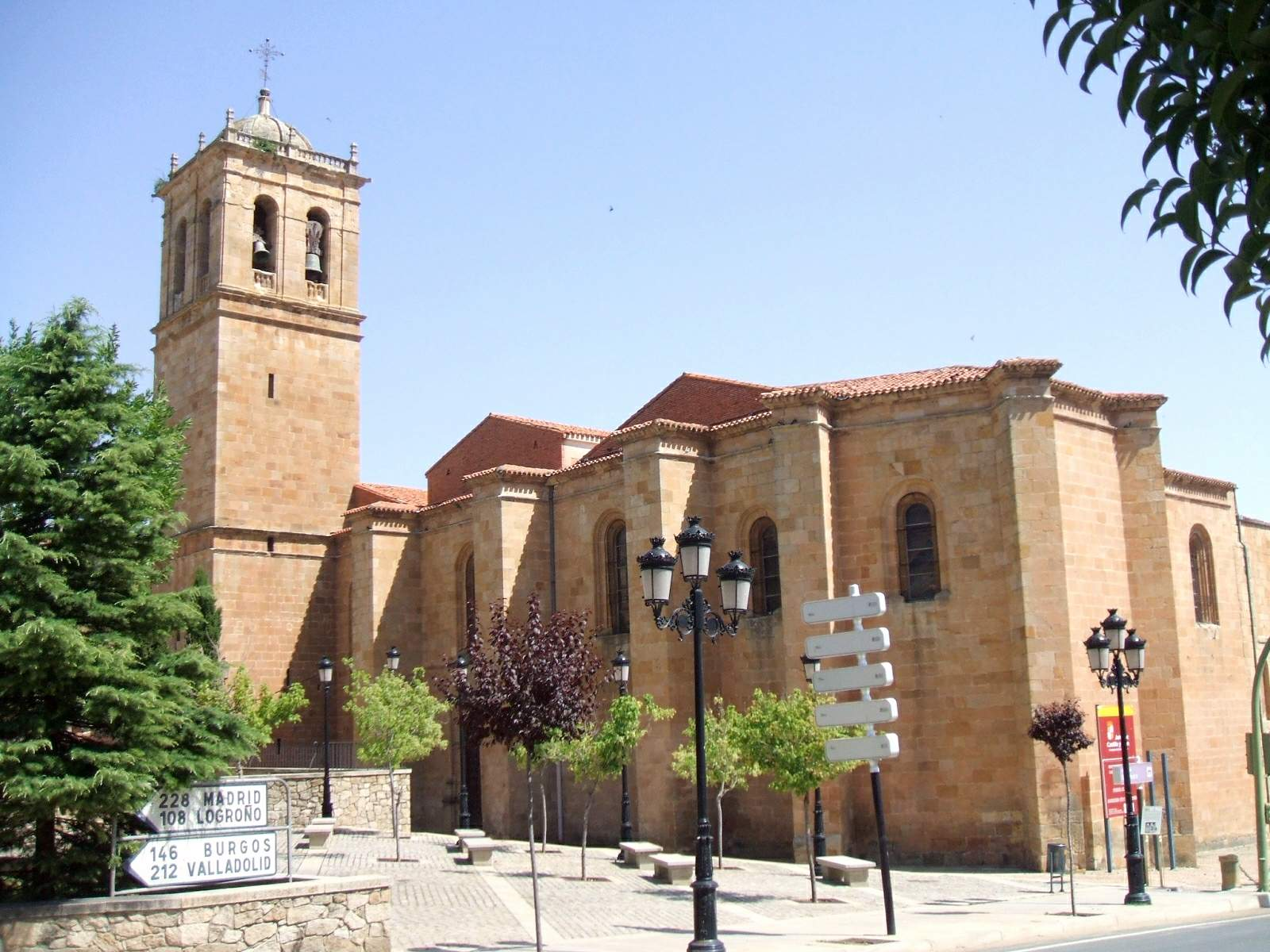
La cathédrale Saint-Pierre de Soria.

Le diocèse couvre une superficie de 10 287 km² et étend sa juridiction sur les fidèles catholiques de rite latin résidant dans la province de Soria, dans la communauté autonome de Castille-et-León.
Le siège du diocèse se trouve dans la ville d'El Burgo de Osma, où se trouve la cathédrale de l'Assomption. À Soria se trouve la co-cathédrale Saint-Pierre (San Pedro). À Agreda, c'est la basilique mineure de Notre-Dame des Miracles (es) (Nuestra Señora de los Milagros).
En 2024, le diocèse compte 542 paroisses, réparties en six archiprêtrés : Ágreda, Almazán-Medinaceli, El Burgo-San Esteban, Pinares, Soria, Tierras Altas.